# Giorgio Zampa
Giorgio Zampa (San Severino Marche, 24 febbraio 1921 – San Severino Marche, 13 settembre 2008) è stato un giornalista e germanista italiano.

## Biografia
All'insegnamento universitario alternò l'attività di critico letterario, collaborando ad alcune tra le maggiori riviste del Novecento italiano:  Il Mondo di Alessandro Bonsanti, Letteratura e arte contemporanea, Paragone di Roberto Longhi.
Nel 1949 conseguì la laurea in filosofia e assunse l'incarico di insegnamento di Lingua e Cultura tedesca, che mantenne fino al 1996, presso la Scuola di Scienze politiche "Cesare Alfieri".
Germanista, storico dell'arte, dal 1952 al 1963 scrisse sul Corriere della Sera e in seguito sulla terza pagina della Stampa, diretta da Giulio De Benedetti.
Nel 1974 fu tra i fondatori del quotidiano Il Giornale, sul quale apparvero per decenni suoi elzeviri e recensioni inerenti alla letteratura tedesca.  Fu inoltre curatore delle Opere complete di Eugenio Montale (1996) per la collana I Meridiani della Mondadori.
Benché talune fonti sitografiche dicano che fu direttore artistico del Teatro Stabile di Torino, egli mai ricoprì questo ruolo.
Cattolico, con sfumature quasi pagane e mistiche, sensibile al culto degli avi, fu pure appassionato studioso delle tradizioni popolari e un nostalgico della Chiesa preconciliare e della messa in latino.

## Opere (selezione)
- Giorgio Zampa, Rilke, Kafka, Mann : letture e ritratti tedeschi, Bari, De Donato, 1968.
- Giorgio Zampa, Le quattro stagioni : cronache teatrali, 1967-68, Bari, De Donato, 1969.

### Traduzioni
- Lucien Febre, Martin Lutero, Bari, Laterza,1ª ed. 1969.
- Rainer Maria Rilke, I quaderni di Malte Laurids Brigge, trad., cura e saggio di G. Zampa, Milano, Bompiani, 1943. - Milano, Adelphi, 1992-2020.
- Rainer Maria Rilke, Le storie del buon Dio, Milano, Cederna, 1948. - Milano, Rizzoli, 1978; Collana Assonanze, Milano, SE, 2018, ISBN 978-88-672-3403-5.
- Rainer Maria Rilke, Del paesaggio e altri scritti, Cederna, 1949. - con una Nota di Marco Rispoli, Collana Piccola Biblioteca, Milano, Adelphi, 2020.
- Rainer Maria Rilke, Racconti giovanili, Milano, Bompiani, 1950.
- Franz Kafka, Racconti, Milano, Feltrinelli, 1957. - Milano, SE, 2013.
- Robert Musil, Il giovane Törless, trad. e introduzione di G. Zampa, Milano, Rizzoli, 1974  [Lerici, 1959].
- Peter Weiss, L'istruttoria. Oratorio in undici canti, trad. e nota introduttiva di G. Zampa, Torino, Einaudi, 1967.
- Franz Kafka, Il processo, trad., cura e saggio di G. Zampa, Milano, Adelphi, 1973.
- Rainer Maria Rilke, Il diario fiorentino (Das Florenzer Tagebuch. 1898, 1942), Prefazione, trad. e cura di G. Zampa, Collana Il ramo d'oro, Milano, Rizzoli, 1981. - Bibliografia a cura di Gabriella Rovagnati, Collana Classici, Milano, BUR, 1990, ISBN 9788817167857; Collana Testi e Documenti, Milano, SE, 2011, ISBN 978-88-771-0916-3.
- August Strindberg, Il sogno, Milano, Adelphi, 1994.

### Introduzioni e prefazioni
- Albrecht Dürer, L'opera completa di Durer, presentazione di G. Zampa, Milano, Rizzoli, 1968.
- Heinrich von Kleist, Kathchen di Heilbronn ovvero la prova del fuoco: grande dramma storico-cavalleresco, prefazione e introduzione di G. Zampa, Milano, Adelphi, 1972.
- Fausto Melotti, Linee, prefazione di G. Zampa, Milano, Adelphi, 1981.
- Paolo Isotta, Il ventriloquo di Dio: Thomas Mann e la musica nell'opera letteraria, presentazione di G. Zampa, Milano, Rizzoli, 1983.
- Ernst Jünger, Nelle tempeste d'acciaio, introduzione di G. Zampa, Parma, Guanda, 1990.